# Rue de la Crèche (Bruxelles)
Pour les articles homonymes, voir Rue de la Crèche.
La rue de la Crèche (en néerlandais : Kribbestraat) est une rue bruxelloise de la commune d'Ixelles qui va de la rue de la Tulipe à la rue du Conseil en longeant le square Châtelaillon-Plage.
Elle a été ouverte vers 1880 dans le cadre du plan de transformation du quartier Saint-Boniface.